# مجزرة حي التضامن
مجزرة حي التضامن هي مجزرةٌ وقعت في حيّ التضامن بالعاصِمة السوريّة دمشق في السادس عشر من نيسان/أبريل 2013 أثناء الثورة السورية. قامَ جنودٌ يتبعون قوات نظام الأسد وتحديدًا الفرع 227 التابعِ لشعبة الاستخبارات العسكريّة بقتلِ أكثر من 280 مدنيًا اقتيدوا إلى أحد أحياء دمشق المعزولة، وجرى إعدامهم الواحد بعد الآخر في مقبرة جماعيّة كانت قد أُعدت مسبقًا مثلما وردَ في التحقيقِ الموسّع الذي نُشر بدايةً في مجلة نيو لاينز الأميركيّة، ثمّ في تحقيقِ مطوّل وأشمل نشرته صحيفة الغارديان البريطانيّة.

## خلفيّة
وقعت المجزرة في السادس عشر من نيسان/أبريل 2013 حينما كانت فصائل الثوار تستعدُّ للدخول للعاصِمة دمشق وبدء معركة إسقاط النظام. كانت قوات النظام السوري وقتها تُسيطر على ثلثي حي التضامن فيما كانت المعارضة تُسيطر على باقي الحي. وقعت المجزرة في الجزء الجنوبي الشرقي من الحي، وتحديدًا في منطقةٍ كانت قريبة من خط التماس مع المعارضة في شارع دعبول مُقابل مسجد عثمان.
== المجزرة == الذي قام بمجزرة التضامن أمجد يوسف
نشرت جريدة الغارديان البريطانيّة في السابع والعشرين من نيسان/أبريل 2022 تحقيقًا مطوّلًا تناولت فيهِ تفاصيل المجزرة من كلّ الجوانب. حصلت المجزرة في السادس عشر من نيسان/أبريل من العام 2013 حيثُ أقدمَ جنودٌ يتبعون النظام السوري على إعدامِ 41 شخصًا قُرب مسجد عثمان في حي التضامن، عبر الإلقاء بهم في حفرةٍ أُعدّت مسبقًا في وسط أحد الشوارع غير المأهولة. بعد الانتهاء من إطلاقِ النار على الضحايا الواحدَ بعد الآخر، قامَ جنود النظام بإضرامِ النيران في جثثِ الضحايا عبر إحراق إطارات سيارات وُضعت مُسبقًا في قعر الحفرة. حصلت هذه المجزرة بكاملها في يومٍ واحد، وقد قامَ الجنود بتصوير تفاصيل المجزرة بالكامل ونشرت جريدة الغارديان مقتطفات كثيرة منها في تقريرها. خلال عمليات الإعدام، كانت أعينُ الضحايا معصوبة إمّا بشريط لاصق أو بغلاف بلاستيكي، كما أن أيديهم كانت مُقيَّدةً برباطٍ بلاستيكي يُستخدم عادة من أجل جمع وتثبيت الكابلات الكهربائيّة.

## تقرير الغارديان
وصفت صحيفةُ الغارديان المجزرة بنوعٍ من التفصيل حيثُ تحدثت بدايةً عن عمليّات إعدام الضحايا وكيفَ كانت تجري بشكل روتيني، ثمّ وصفت المجزرة و«الجناة» الذين كانوا يُخرجون الضحايا معصوبي العينين من سيّارة بيضاء صغيرة مخصصة للنقل الجماعي، ثم يقتادونهم إلى الحفرة الكبيرة المفروشة بالكامل بإطارات السيارات، ليقوم جندي ثاني يتبعُ القوات المسلّحة السوريّة بإطلاق النار من خلال بندقية حربية من طراز أيه كيه-47. خلال فيديو المجزرة الذي نشرتهُ الجريدة البريطانيّة يتوجَّه أحد الجنود المنفذين لعمليّات الإعدام إلى عدسة الكاميرا مخاطبًا رئيسه باللهجة السوريّة قائلًا «لعيونك يا معلم ولعيون البدلة الزيتية اللي م تلبسها».
كشفَ التحقيق كيف «نفَّذ الجناة عمليات الإعدام بدم بارد» وكيف «لم يُبدِ القتلة أي درجةٍ من درجات التعاطف مع الضحايا»، بل يُشير التحقيق إلى «نوع من الاستمتاع أثناء القيامِ بعمليات الإعدام الميدانيّة». بلغ عدد الضحايا الإجمالي 288 ضحية في مقاطع الفيديو الـ 27 التي بحوزة باحثي الغارديان، معظمهم من الشباب أو ممّن هم في منتصف العمر، بالإضافة إلى بعض الأطفال والنساء وكبار السن.

## مرتكبو المجزرة
تمكَّن باحثو جريدة الغارديان من تحديدِ بعضٍ من مرتكبي مجزرة حيّ التضامن، حيثُ أكَّدت الصحيفة البريطانيّة في تقريرها على أنَّ الجندي الذي ظهرَ في مقطع الفيديو الذي نشَرَتهُ يُدعى أمجد يوسف وهو عضوٌ في شعبة الاستخبارات العسكريّة. أعدمَ أمجد عددًا من السوريين كما ظهر في المقطع كما قامَ مع آخرين بتكويم الجثث داخل حفرة فوق بعضها وحرقها. التحقَ أمجد بمدرسة المخابرات العسكريّة الواقعة في منطقة ميسلون في ضاحية الديماس في دمشق عام 2004، وأمضى فيها تسعة أشهر من التدريب المكثّف. انضمَّ عام 2011 إلى الفرع 227 وهو فرعٌ سيّء السمعة بسبب كونهِ مسؤولًا عن اعتقال وتعذيب وقتل عددٍ من معارضي النظام السياسيين.

## روابط خارجية
- بحث صحيفة الغارديان الذي كشفت فيه عن مجزرة التضامن عام 2013